# Château d'Auriac
Le château d'Auriac est situé sur la commune d'Auriac, dans le département de l'Aude, en France.

## Localisation
Le château est situé sur un éperon rocheux dans le massif des Corbières.

## Historique
Le château d’Auriac est mentionné avec certitude dès 1028.
Ce sont les Romains qui commencent l’exploitation de mines dans les Hautes-Corbières.
En 865, Charles II le Chauve confie ce territoire aux comtes de Carcassonne. L’inventaire Roque énonce les privilèges royaux, confirmés par le roi en l’an 922. Le château est construit à la fin du Xe siècle.
On sait qu’en l’an 1070 il est vendu par Rangarde, comtesse de Carcassonne, à Raymond, comte de Barcelone. Cette forteresse gardait le chemin qui faisait communiquer la vallée du Verdouble et celle de l’Orbieu, c’est-à-dire le Peyrepertusès et le Termenès. Par le col de Redoulade, ce chemin traversait la forêt de l’Orme Mort, longeait le ruisseau de Redoulade, en contrebas de la route actuelle puis, après le hameau de Lauradieu, suivait le ruisseau de Laurio qui, après Auriac, rejoint la haute vallée de l’Orbieu. Le site, zone frontière, sera longtemps un enjeu stratégique et économique (secteur minier) important.
La paroisse dépend de l’archevêque de Narbonne comme cela est confirmé dans la bulle du pape Pascal II de 1107. En 1136 le seigneur Amiel prête hommage au comte de Carcassonne pour le Castellum. Mais le vomte de Carcassonne rend aussi hommage à l’archevêque, son suzerain, dont le poids politique est certain.
Le vicomte de Carcassonne (maison Trencavel) alternait les alliances avec les seigneurs de Toulouse et Barcelone plus puissants. Ainsi, au XIIe siècle, Auriac changera plusieurs fois de maître par l’effet des guerres incessantes entre les deux comtes, mais aussi de querelles suivies d’accords, échanges, rachats entre seigneurs locaux.
Lors de la croisade contre les Albigeois, vers 1210, la famille d’Auriac défend ses possessions grâce à l’appui de l’archevêque de Narbonne qui est favorable à la croisade. Mais Simon de Monfort installa ses vassaux dans les territoires voisins conquis et ceux-ci usurpèrent longtemps les revenus d’Auriac et des Egues (bulle du pape Honorius III de 1227).
Le Termenès est cédé au roi Louis IX par un acte du 8 des calendes d’août 1236. Bertrand d’Auriac, sous la suzeraineté de l’archevêque de Narbonne, avait déterminé avec Béranger et Pierre de Cucugnan, frères et coseigneurs de Camps, les limites des deux seigneuries. Les seigneurs promirent fidélité au roi et à ses héritiers, ainsi que de l’aider contre ses ennemis et ceux de l’Église. Bertrand et son frère Olivier seront avec l’archevêque de Narbonne coseigneurs des terres d’Auriac.
Quand Louis IX et Jacques Ier d'Aragon signent le traité de Corbeil le 11 mai 1258, la frontière est déplacée vers le sud et Auriac, ainsi que les châteaux alentour, perd de son importance stratégique.
En 1263, les biens de Bertrand sont mis en distribution, Béranguière son épouse devient adjudicataire et se rembourse d’une somme de 5 000 sous millioriens, formant sa constitution dotale.
Il se greffe la branche cadette de la famille Hélie de Pompadour qui règne durant deux siècles. Hélie de Pompadour, marié à Raymonde (XVe siècle), fille de Pierre d’Auriac, restaure le château. Il naît de cette union Geoffroy, qui épouse Catherine de Montesquieu, fille d’Antoine de Montesquieu de la baronnie de Coustaussa, mais originaire du village du même nom en Lauragais. Ils possédaient aussi la seigneurie de Soulatgé.
Le château figure encore au compoix en 1747 (AD Aude 4E020/1G1). Mais la carte de Cassini le répertorie comme étant ruiné déjà avant la Révolution.
L'édifice est inscrit au titre des monuments historiques en 1948.

## Description
C'est un château-fort en l'état de ruines.
L’édifice se composait de deux enceintes dominées au nord par un petit donjon, en ruine aujourd’hui. Dans l’espace compris entre les deux enceintes, se dresse un vaste logis, sans conteste le plus bel élément de l’ensemble. Le château fut de style roman, restauré au XVe siècle. Dominant les vallées, il s’élève sur un rocher escarpé. De puissantes murailles surplombent à l’Est un précipice où s’écoule une cascade, la plus haute des Corbières qui, en trois bonds, s’élance dans l’Orbieu.

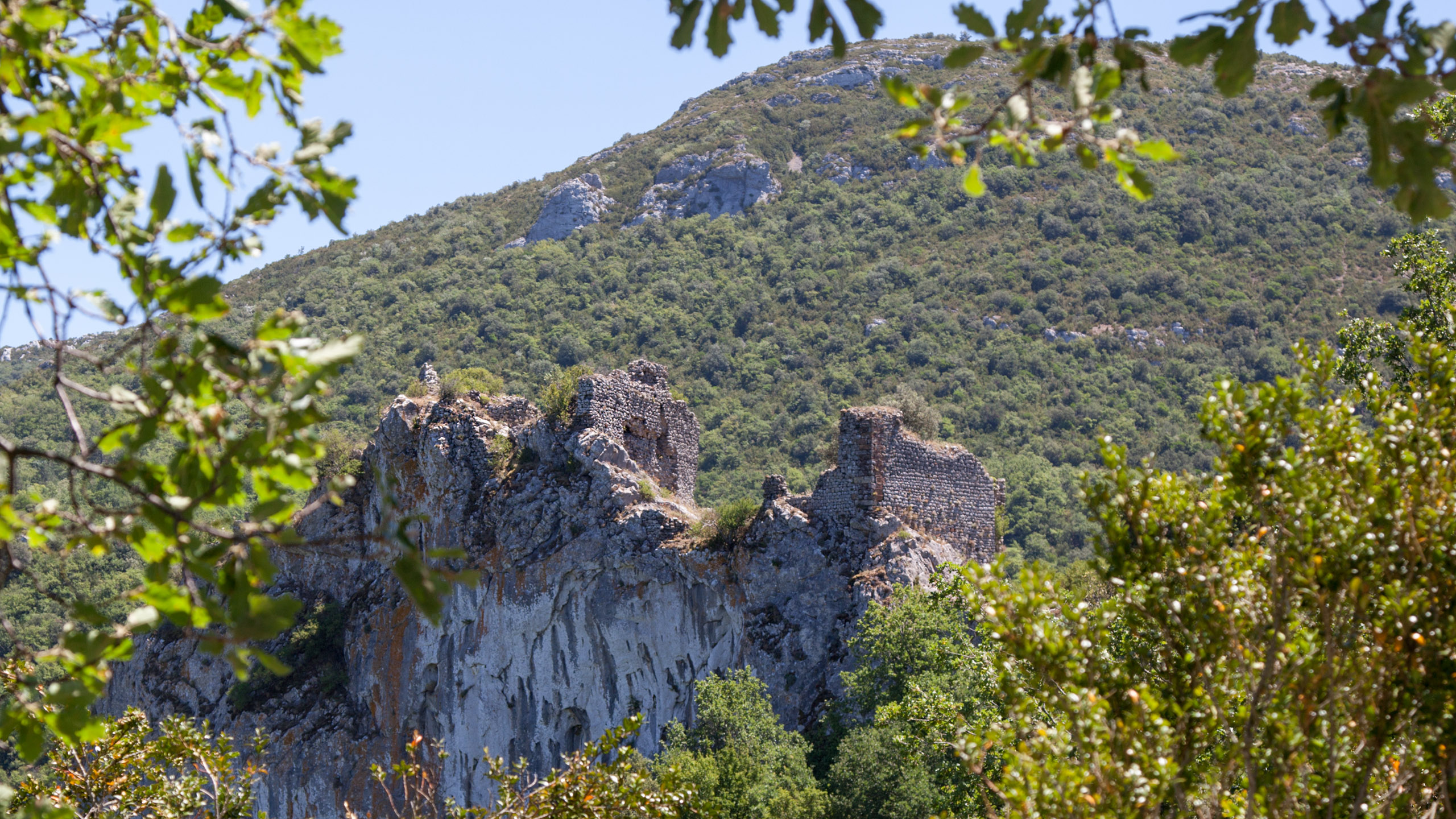
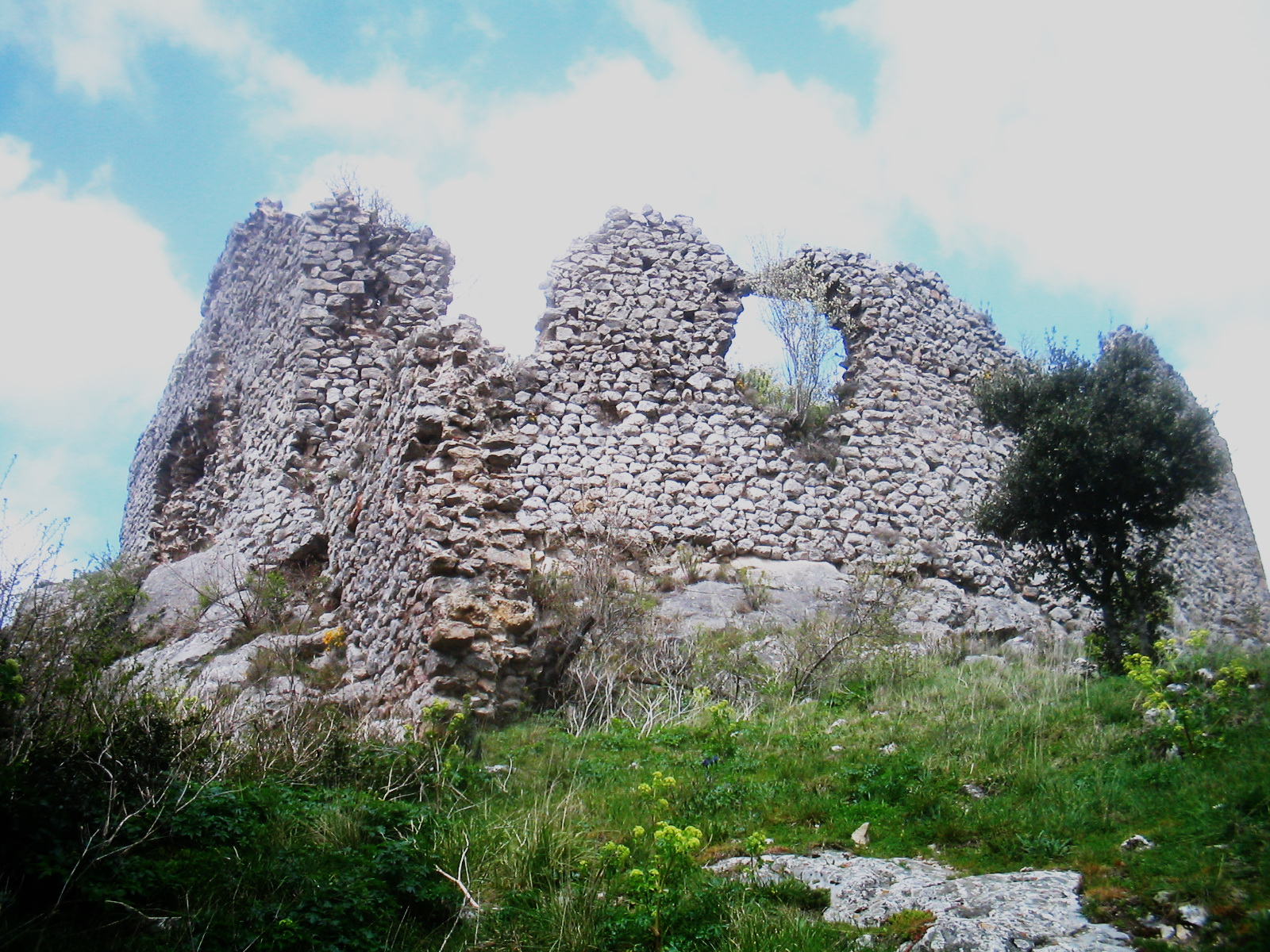